# Баки, Джей Кларк
Джей Кларк Баки (младший) (англ.  Dr. Jay Clark Buckey, Jr. ) (6 июня 1956, Нью-Йорк) — американский медик, астронавт, политик.

## Образование
- 1973 год — окончил среднюю школу У. Треспера Кларка (англ. W. Tresper Clarke High School) в Вестбери, штат Нью-Йорк.
- 1977 год — получил степень бакалавра по электротехнике в Корнеллском университете (англ. Cornell University).
- 1981 год — получил звание доктора медицины от Корнуэллского университета
- 1981—1982 — интернатура Нью-Йоркского госпиталя Корнуэллского медицинского центра (англ. New-York Hospital-Cornell Medical Center) и окончательная врачебная стажировка в Медицинском центре Дартмут-Хичкок (англ. Dartmouth-Hitchcock Medical Center).
- 1982—1984 — обучение в Юго-западном медицинском центре Университета Техаса (англ. Southwestern Medical Center University of Texas) на стипендию НАСА по космической биологии.

## Профессиональная деятельность
- с 1984 года по 1995 год — работа в Юго-западном медицинском центре Университета Техаса.
  - с 1984 года — исследователь-инструктор кафедры медицины
  - с 1986 года — ассистент профессора медицины
  - в 1995 году — заместитель профессора медицины.
- 1995 год — в Медицинском центре Дартмут-Хичкок
- с 1996 года — заместитель профессора медицины Медицинской школы Дартмут (англ. Dartmouth Medical School).
- В настоящее время — профессор медицины Медицинской школы Дартмут

В 1987—1995 годах был врачом авиационной медицины 457-й эскадрильи тактических истребителей (англ. 457th Tactical Fighter Squadron) на базе авиации резерва ВМС США (англ. Naval Air Station Joint Reserve Base) в Форт-Уэрте, штат Техас

## Космическая подготовка
- c 18 сентября 1989 года проходил медицинский осмотр и собеседование в космическом центре имени Джонсона в Хьюстоне в финальной стадии 13-го набора астронавтов НАСА.
- 6 декабря 1991 года — отобран в качестве кандидата в специалисты по полезной нагрузке для полёта с лабораторией Spacelab по программе SLS-2 (STS-58).
- 29 октября 1992 года — назначен дублёром специалиста по полезной нагрузке.
- с 3 декабря 1995 года — проходил медицинский осмотр и собеседование в космическом центре имени Джонсона в Хьюстоне в финальной стадии 16-го набора астронавтов НАСА.
- 4 апреля 1996 года — отобран в качестве кандидата в специалисты по полезной нагрузке для полёта по программе Neurolab, в мае начал подготовку к полёту.
- 28 апреля 1997 года — назначен основным специалистом по полезной нагрузке в экипаж миссии STS-90.

## Космический полёт

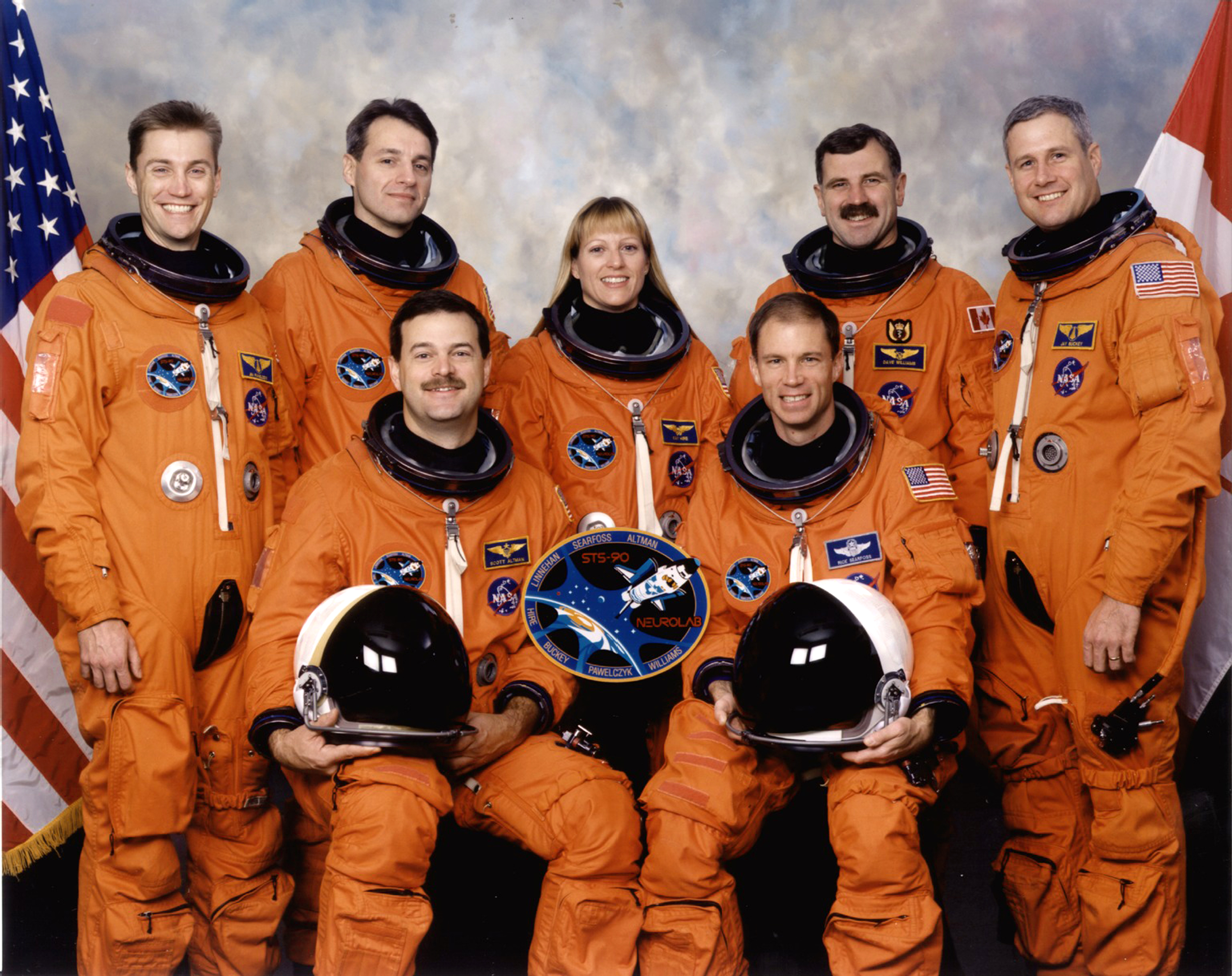
Экипаж миссии STS_90 (Баки — крайний справа).

С 17 апреля по 3 мая 1998 года совершил космический полёт в качестве специалиста по полезной нагрузке в экипаже шаттла «Колумбия» по программе миссии STS-90.
Основная полезная нагрузка миссии — лаборатория Neurolab. Основной эксперимент — адаптация сердечно-сосудистой системы к невесомости.
В полёте Баки выполнил 26 медицинских экспериментов по изучению воздействия микрогравитации на мозг и нервную деятельность человека, в которых в качестве объектов исследования выступали остальные члены экипажа.
Продолжительность полёта составила 15 суток 21 часов 49 минут 59 секунд.

## Политическая деятельность
В 2008 году Джей Кларк Баки участвовал кандидатом от Демократической партии в выборах в Сенат США от штата Нью-Гемпшир. Основная идея программы — переход к новой энергетике, независимой от нефтепродуктов. Снял свою кандидатуру в пользу другого кандидата от демократов, Джин Шейхин.

## Исследования в Антарктиде
В 2018 Баки участвовал в исследованиях на австралийской антарктической станции Моусона с использованием виртуальной реальности. Участники экспедиции использовали гарнитуры виртуальной реальности для просмотра австралийских пляжей, ландшафтов европейской природы, североамериканской природы, лесов и городской среды. Исследование проводилось для разработки методов психологической поддержки участников будущих длительных космических экспедиций — в частности, марсианских.

## Научные и почётные звания
- Профессор медицины Медицинской школы Дартмут.

## Награды
- 1998 медаль NASA за космический полёт.